# Georgios Efrem
Georgios Efrem (Grieks: Γεώργιος Εφραίμ) (Limasol, 5 juli 1989) is een Cypriotisch voetballer die als aanvaller speelt. In juni 2014 verruilde hij Omonia Nicosia voor stadsgenoot APOEL Nicosia. Efrem debuteerde in 2009 in het Cypriotisch voetbalelftal.

## Spelerscarrière
Efrem speelde in de jeugd van Apollon Limasol, Arsenal FC en Rangers FC. Bij Rangers werd hij uitgeleend aan tweede divisie-club Dundee FC. Hij scoorde tijdens zijn debuut, tegen Livingston FC. Op 1 juni 2009 tekende Efrem bij Omonia Nicosia. In zijn eerste seizoen bij Omonia werd hij direct kampioen van de A Divizion. Van de Cypriotische voetbalbond kreeg hij dat seizoen ook de prijs voor beste jeugdspeler. Verder won Efrem in 5 jaar nog, buiten het landskampioenschap, tweemaal de beker en twee supercups. Op 6 juni 2014 vertrok Efrem transfervrij naar rivaal APOEL Nicosia. Hij maakte zijn debuut in de Champions League 2014/15 play-offwedstrijd tegen het Finse HJK Helsinki. Hij maakte zijn eerste goal voor APOEL tegen zijn oude club Omonia. Efrem speelde vijf van de zes groepswedstrijden van de Champions League in het seizoen 2014/15, waaronder twee tegen Ajax.

## Interlandcarrière
Efrem vertegenwoordigde Cyprus bij de jeugd onder 19 en onder 21. In maart 2009 werd hij voor het eerst opgeroepen voor de Cypriotische selectie. Hij maakte zijn debuut in september dat jaar. Op 16 november 2014 maakte hij zijn eerste doelpunt, tegen Andorra. In dezelfde wedstrijd maakte Efrem ook zijn tweede en derde doelpunt. Hij werd hiermee de eerste Cyprioot ooit die een hattrick maakte in een interlandwedstrijd.
| Interlandgoals van Georgios Efrem voor Cyprus | Interlandgoals van Georgios Efrem voor Cyprus | Interlandgoals van Georgios Efrem voor Cyprus | Interlandgoals van Georgios Efrem voor Cyprus | Interlandgoals van Georgios Efrem voor Cyprus | Interlandgoals van Georgios Efrem voor Cyprus |
| No.                                           | Datum                                         | Wedstrijd                                     | Score                                         | Uitslag                                       | Competitie                                    |
| Als speler bij APOEL Nicosia                  | Als speler bij APOEL Nicosia                  | Als speler bij APOEL Nicosia                  | Als speler bij APOEL Nicosia                  | Als speler bij APOEL Nicosia                  | Als speler bij APOEL Nicosia                  |
| --------------------------------------------- | --------------------------------------------- | --------------------------------------------- | --------------------------------------------- | --------------------------------------------- | --------------------------------------------- |
| 1.                                            | 16 november 2014                              | Cyprus – Andorra                              | 2 – 0                                         | 5 – 0                                         | Kwalificatie EK 2016                          |
| 2.                                            | 16 november 2014                              | Cyprus – Andorra                              | 3 – 0                                         | 5 – 0                                         | Kwalificatie EK 2016                          |
| 3.                                            | 16 november 2014                              | Cyprus – Andorra                              | 4 – 0                                         | 5 – 0                                         | Kwalificatie EK 2016                          |
| 4.                                            | 21 maart 2019                                 | Cyprus – San Marino                           | 4 – 0                                         | 5 – 0                                         | Kwalificatie EK 2020                          |
| 5.                                            | 16 november 2019                              | Cyprus – Schotland                            | 1 – 1                                         | 1 – 2                                         | Kwalificatie EK 2020                          |

## Erelijst
Omonia Nicosia
- A Divizion

2009/10
- Beker van Cyprus

2011, 2012
- Supercup van Cyprus

2010, 2012
 APOEL Nicosia
- A Divizion

2014/15, 2015/16, 2016/17, 2017/18, 2018/19
- Beker van Cyprus

2014/15
1 Uzoho ·
2 Karo ·
3 Vinícius ·
4 Santos ·
5 Souza ·
6 Daoesjvili ·
7 Efrem ·
8 Lundemo ·
9 Maglica ·
10 De Vincenti ·
11 Kvilitaia ·
16 Katsantonis ·
17 Okriasjvili ·
18 Satsias ·
19 Hani ·
21 Theodorou ·
25 Gavriel ·
27 Chebake ·
29 Byrne ·
33 Diawara ·
35 Polykarpou ·
36 Zabala ·
42 Wheeler ·
74 Georgiou ·
75 Tsilingiris ·
76 Vrontis ·
77 Ndongala ·
78 Tsoutsouki ·
80 Hadjigavriel ·
88 Kittos ·
89 Koutsakos ·
90 Savić ·
93 Michael ·
99 Danilo ·
Coach: Poursaitidis